# Рони Кокс
Данијел Роналд „Рони” Кокс (енгл. Daniel Ronald Cox; Клаудкрофт, Нови Мексико, рођен 23. јула 1938), професионално познат као Рони Кокс (енгл. Ronny Cox), је амерички глумац, певач, текстописац и гитариста. Најпознатији је по улогама Друа Болинџера у Ослобађању (1974) Џона Бурмана која га је прославила, Полицајац са Беверли Хилса (1984), као и Полицајац са Беверли Хилса 2 (1988) где је глумио полицијског поручника Ендру Богомила, Робокап (1987) где се појавио као негативац Дик Џоунс, Тотални опозив (1990) као Вилос Кохејген, где је такође био негативац и по бројним другим улогама.